# HD 143553
HD 143553，又名BD+04 3096，SAO 121315、HR 5963，是一颗恒星，视星等为5.83，位于銀經14.86，銀緯39.52，其B1900.0坐标为赤經15h 55m 53.2s，赤緯+4° 39.52′ 26″。